# Леконт, Мишель Синсиннатюс
Жан-Жак Дессалин Мишель Синсиннатюс Леконт (фр. Jean-Jacques Dessalines Michel Cincinnatus Leconte; 1854—1912) — президент Гаити с 15 августа 1911 по 8 августа 1912 года. Был праправнуком Жан-Жака Дессалина — лидера Гаитянской революции и первого главы независимого Гаити. Его племянником был Жозеф Ларош — единственный темнокожий пассажир «Титаника».

## Ранняя биография

#### Семья

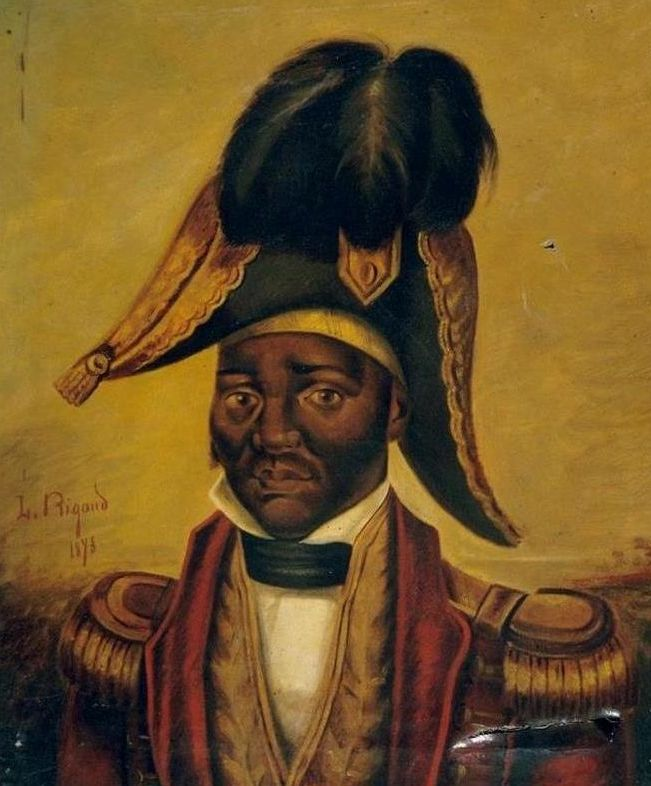
Прапрадед С. Леконта Жан-Жак Дессалин: генерал-губернатор Гаити (1804) и император Гаити (1804—1806)

Был сыном правнука Дессалина Синны Леконта и Элизабет-Флорелии Гран-Жан. Его отец, провозгласил себя императором Гаити «Жаком III» и начал восстание во время правления Ниссажа Саже. Однако, это восстание было подавлено, а сам Синна Леконт был убит республиканскими войсками.

#### Политическая карьера
После получения юридического образования, Леконт, был министром внутренних дел при режиме Пьера Нор Алексиса. Он был вынужден эмигрировать на Ямайку после переворота 1908 года, когда к власти пришёл либерал Франсуа Антуан Симон.
Вернувшись из ссылки в 1911 году после амнистии президента Симона, Леконт вступил в оппозицию внутри Национальной партии. Он возглавил народное движение и вынудил президента Симона уйти в отставку. 7 августа 1911 года Леконт был единогласно избран Национальным Собранием на семилетний срок президентом Гаити.

## Президентство
Вступив на пост президента, Леконт провел ряд реформ: мощение улиц, повышение заработной платы учителей, установка телефонных линий и сокращение численности армии. Газета Collier's Weekly в августе 1912 года утверждала, что «общепризнано» то, что администрация Леконта была «самым искусным и самым чистым от коррупции правительством Гаити за последние сорок лет».
Леконт проводил также дискриминационную политику по отношению к местному «сирийскому» населению (христианским мигрантам из Османской Сирии), и без того преследуемому меньшинству.
Когда Леконт внезапно скончался в 1912 году, несколько сирийцев отпраздновали его кончину и в результате были заключены в тюрьму, а другие были депортированы. Тем не менее его «сирийскую» политику продолжили его преемники, например, Танкред Огюст.

## Убийство
8 августа 1912 года мощный взрыв разрушил Национальный дворец, убив президента и несколько сотен солдат.
После смерти президента Леконта страна опять оказалась в кризисе. Совет государственных секретарей в составе Эдмона Леспинаса, Антуана Константена Сансарика, Жака Николя Леже и Тертюльена Гильбо правил страной в течение нескольких часов, поскольку в тот же день Национальное Собрание избрало Танкреда Огюста на пост президента Гаити.